# Gaia Epicus
Gaia Epicus est un groupe de power metal norvégien, originaire de Trondheim. Connu sous le nom de Rått Kjøtt entre 1992 et 1993. Quelques années plus tard, le groupe change de nom pour Execution en 1993, et ce jusqu'en 1998. Par la suite le groupe continue de changer de nom jusqu'en 2001, pour finalement devenir officiellement Gaia Epicus. Le groupe sort son premier album nommé Satrap en 2003, son deuxième nommé Symphony Of Glory parait en 2005, et leur troisième album sortira en 2006 sous le nom de Victory.

## Biographie
Le groupe est formé en 1992 à Trondheim, initialement sous le nom de Rått Kjøtt. Il comprend Thomas Chr. Hansen, Roar Følling et Tom R. Brumoen, jouant du punk rock. Après seulement une année d'existence, le groupe change de nom en 1993 pour devenir Execution. Il change également de style musical pour celui du thrash metal et du hard rock. Sous la période Execution, le groupe compte trois démos : Frekke faen (1993 ), Sacrifice (1994), et The Bullet for Me? (1995). En 1996, ils se mettent au metal progressif, puis changent à nouveau de nom, en 1998, pour celui de Millenium, et pour devenir l'année suivante, en 1999, Theater of Pain. Sous Theater of Pain, ils comptent deux démos, A Strange World et Land of Mysterys (1999).
Après un nouveau changement de nom pour Eternal Flame en 2000, et une autre démo, Fire and Ice, le groupe devient définitivement Gaia Epicus en 2001. Entre 2001 et 2002, le groupe enregistre deux démos, Cyber Future et Keepers of Time. Un an plus tard, ils enregistrent leur premier album studio, intitulé Satrap, au label Sound Riot Records. Deux ans plus tard, le 29 juillet 2005, sort leur deuxième album studio, intitulé Symphony of Glory, toujours au label Sound Riot Records. 
En début janvier 2007, ils annoncent la sortie de leur troisième album studio, Victory, pour le 26 janvier de la même année sur leur propre label, Epicus Records. D'après le site web du groupe, « Epicus Records a signé un contrat de distribution avec les sociétés suivantes : The End Records pour l'Amérique du Nord ; Icare Media pour l'Allemagne, l'Autriche et la Suisse ; Metal Mundus pour la Pologne ; et LSP pour les Pays-Bas et la Belgique. C'est d'abord dans ces pays que la distribution se fera. » Trois chansons issues de l'album — New Life, Iron Curtain et Rise of the Empire — sont mises en ligne sur la page MySpace d'Epicus Records. La pochette de Victory est réalisée par J.P. Fournier, aussi auteur de la pochette de Satrap (2003). L'album est enregistré aux Top Room Studios à Lunner, en Norvège.
En octobre 2008, Gaia Epicus annonce son quatrième album studio, Damnation, pour le 8 décembre via Epicus Records. La pochette de l'album est de nouveau réalisée par J.P. Fournier. Cinq années plus tard, en 2012, le groupe sort son cinquième album studio, Dark Secrets.

## Membres

### Membre actuel
- Thomas Christian Hansen - guitare, chant

### Anciens membres
- Espen Hammer - basse (2001)
- Tom R. Brumoen - basse (2001-2002)
- Torbjørn Strøm - batterie (2001-2002)
- Joakim Kjelstad - guitare (2001-2007)
- Eirik Dischler - claviers (2001-2003)
- Thomas Stokkan - basse (2003-2004)
- Mikael Duna - batterie (2003-2005)
- Yngve Hanssen - basse (2004-2005 ; décédé en 2005)
- Hans Åge Holmen - basse (2005-2006)
- Ole A. Myrholt - batterie (2005-2008)

## Discographie

### Albums studio
- 2003 : Satrap
- 2005 : Symphony of Glory
- 2007 : Victory
- 2008 : Damnation
- 2012 : Dark Secrets
- 2018 : Alpha&Omega

### Démos
- 1993 : Frekke faen (sous Execution)
- 1994 : Sacrifice (sous Execution)
- 1995 : The Bullet for Me? (sous Execution)
- 1999 : A Strange World (sous Theater of Pain)
- 1999 : Land of Mysterys (sous Theater of Pain)
- 2000 : Fire and Ice (sous Eternal Flame)
- 2001 : Cyber Future
- 2002 : Keepers of Time